# Don't Let It Break Your Heart
"'Don't Let It Break Your Heart'" es una canción de la banda británica Coldplay, escrita por sus cuatro integrantes. Fue incluida como la pista número 13 del quinto disco de estudio titulado Mylo Xyloto de 2011. No fue promocionada como sencillo.
La canción está unida musicalmente a su predecesora en el disco, A Hopeful Transmission, la cual es un instrumental de 33 segundos que sirve de introducción a la canción. En vivo se le suele tocar unidas. Fue tocada únicamente durante el Mylo Xyloto Tour y una versión en vivo fue incluida como material extra del CD/DVD Live 2012.
Don't Let It Break Your Heart recibió buenas críticas de la audiencia, siendo alabada la fuerza de la canción, así como la conjunción entre cuerdas y programaciones.